# ژانگ جون (بدمینتون‌باز)
ژانگ جون (انگلیسی: Zhang Jun؛ زادهٔ ۲۶ نوامبر ۱۹۷۷) بدمینتون‌باز اهل چین است.